# Endomychus humeralis
Endomychus humeralis es una especie de coleóptero de la familia Endomychidae.

## Distribución geográfica
Habita en Kashmir (India).